# 耳叶蟹甲草
耳叶蟹甲草（学名：[Parasenecio auriculatus] 错误：{{Lang}}：文本有斜体标记（帮助））为菊科蟹甲草属的植物。分布于朝鲜、俄罗斯以及中国大陆的吉林、内蒙古、黑龙江等地，生长于海拔1,400米至1,600米的地区，多生长在林下及林缘，目前尚未由人工引种栽培。

## 别名
耳叶兔儿伞

## 异名
- Cacalia auriculata DC.